# Amaurosi
L'amaurosi (que en grec significa enfosquiment, fosc o obscur) és la pèrdua o disminució molt important de la visió, que es produeix sense que aparentment hi hagi una lesió que afecti l'ull.

## Tipus
L'amaurosi congènita de Leber, una malaltia genètica.
L'amaurosi fugaç, és una pèrdua temporal de la vista en un ull causada per la disminució del flux sanguini (isquèmia) cap a la retina. La causa de la isquèmia pot ser una embolització de plaques ateroscleròtiques a l'artèria caròtide interna ipsilateral (del mateix costat). És un tipus d'atac isquèmic transitori (TIA). [Necessita citació] Els que experimenten amaurosi solen experimentar una resolució símptoma completa en pocs minuts.
L'amaurosi tòxica, la més habitual per quinidina.